# Бондар Інтерна Касянівна
Інте́рна Кася́нівна Бо́ндар (*1926 року народження) — доктор економічних наук, професор, заслужений діяч науки і техніки України, академік Академії економічних наук України, почесний професор Міжнародного Слов'янського університету, якому 8 листопада 2013, рішенням Акредитаційної комісії України, анульовано ліцензію на надання освітніх послуг.

## З життєпису
1994—2005 — завідувач відділу проблем праці, політики доходів і соціального захисту населення Науково-дослідного економічного інституту Міністерства економіки України;
2008 — завідувач відділу соціальної політики Науково-дослідного економічного інституту Мінекономіки України.
Професор кафедри економіки підприємств Бердянського університету менеджменту і бізнесу.
Науковий керівник провідної наукової школи «Соціальні аспекти економічного розвитку» Бердянського університету менеджменту і бізнесу з тематичними спрямуваннями:
- Проблеми економіки праці та зайнятості населення
- Інтелектуалізація людського капіталу
- Формування та розвиток середнього класу.

24 березня 2012 р. І. К. Бондар призначено довічну державну стипендію.

## Основні публікації
- Середній клас України: теорія та сучасні тенденції становлення [Текст]: моногр. / І. К. Бондар, Є. О. Бугаєнко, В. Я. Бідак та ін. — К. : Корпорація, 2004. — 581 с. — ISBN 966-8198-01-8
- Людський капітал України: стан, проблеми, перспективи відтворення [Текст]: монографія: у 2 ч. / Київ. нац. ун-т буд-ва і архіт. — К. : КНУБА, 2009.

Ч. 1 / [Лич В. М., Бондар І. К., Заяць Т. А. та ін.]. — 2009. — 222 с.